# Pentatonix/Diskografie
Diese Diskografie ist eine Übersicht über die musikalischen Werke der US-amerikanischen A-cappella-Band Pentatonix. Den Schallplattenauszeichnungen zufolge hat sie bisher mehr als 10,6 Millionen Tonträger verkauft. Ihre erfolgreichste Veröffentlichung ist das erste Weihnachtsalbum That’s Christmas to Me mit über 2,2 Millionen verkauften Einheiten.

## Alben

### Studioalben
| Jahr | Titel Musiklabel                                 | Höchstplatzierung, Gesamtwochen, AuszeichnungChartplatzierungen (Jahr, Titel, Musiklabel, Platzierungen, Wochen, Auszeichnungen, Anmerkungen) | Höchstplatzierung, Gesamtwochen, AuszeichnungChartplatzierungen (Jahr, Titel, Musiklabel, Platzierungen, Wochen, Auszeichnungen, Anmerkungen) | Höchstplatzierung, Gesamtwochen, AuszeichnungChartplatzierungen (Jahr, Titel, Musiklabel, Platzierungen, Wochen, Auszeichnungen, Anmerkungen) | Höchstplatzierung, Gesamtwochen, AuszeichnungChartplatzierungen (Jahr, Titel, Musiklabel, Platzierungen, Wochen, Auszeichnungen, Anmerkungen) | Höchstplatzierung, Gesamtwochen, AuszeichnungChartplatzierungen (Jahr, Titel, Musiklabel, Platzierungen, Wochen, Auszeichnungen, Anmerkungen) | Anmerkungen                                                |
| Jahr | Titel Musiklabel                                 | DE | AT | CH | UK | US | Anmerkungen                                                |
| ---- | ------------------------------------------------ | --- | --- | --- | --- | --- | ---------------------------------------------------------- |
| 2014 | PTX RCA Records (Sony)                           | DE34 (4 Wo.)DE | AT20 (12 Wo.)AT | CH27 (3 Wo.)CH | — | — | Erstveröffentlichung: 19. September 2014                   |
| 2015 | Pentatonix RCA Records (Sony)                    | DE38 (1 Wo.)DE | AT14 (11 Wo.)AT | CH24 (2 Wo.)CH | UK18 (4 Wo.)UK | US1 Gold · (30 Wo.)US | Erstveröffentlichung: 16. Oktober 2015 Verkäufe: + 540.000 |
| 2018 | PTX Presents: Top Pop, Vol. I RCA Records (Sony) | DE35 (1 Wo.)DE | AT8 (5 Wo.)AT | CH19 (2 Wo.)CH | UK76 (1 Wo.)UK | US10 (3 Wo.)US | Erstveröffentlichung: 13. April 2018                       |
| 2021 | The Lucky Ones RCA Records (Sony)                | — | — | CH36 (1 Wo.)CH | — | US123 (1 Wo.)US | Erstveröffentlichung: 12. Februar 2021                     |

### Kompilationen
| Jahr | Titel Musiklabel                                           | Höchstplatzierung, Gesamtwochen, AuszeichnungChartplatzierungen (Jahr, Titel, Musiklabel, Platzierungen, Wochen, Auszeichnungen, Anmerkungen) | Höchstplatzierung, Gesamtwochen, AuszeichnungChartplatzierungen (Jahr, Titel, Musiklabel, Platzierungen, Wochen, Auszeichnungen, Anmerkungen) | Höchstplatzierung, Gesamtwochen, AuszeichnungChartplatzierungen (Jahr, Titel, Musiklabel, Platzierungen, Wochen, Auszeichnungen, Anmerkungen) | Höchstplatzierung, Gesamtwochen, AuszeichnungChartplatzierungen (Jahr, Titel, Musiklabel, Platzierungen, Wochen, Auszeichnungen, Anmerkungen) | Höchstplatzierung, Gesamtwochen, AuszeichnungChartplatzierungen (Jahr, Titel, Musiklabel, Platzierungen, Wochen, Auszeichnungen, Anmerkungen) | Anmerkungen                                               |
| Jahr | Titel Musiklabel                                           | DE | AT | CH | UK | US | Anmerkungen                                               |
| ---- | ---------------------------------------------------------- | --- | --- | --- | --- | --- | --------------------------------------------------------- |
| 2014 | PTX, Volume 1 & 2 RCA Records (Sony)                       | — | — | — | — | — | Erstveröffentlichung: 30. Juli 2014                       |
| 2015 | That’s Christmas to Me + PTXmas RCA Records (Sony)         | DE*DE | AT*AT | CH*CH | UK*UK | US64 (7 Wo.)US | Erstveröffentlichung: 2015 * siehe That’s Christmas to Me |
| 2019 | The Best of Pentatonix Christmas RCA Records (Sony)        | DE88 (2 Wo.)DE | AT17 (17 Wo.)AT | CH56 (2 Wo.)CH | UK81 (1 Wo.)UK | US7 (43 Wo.)US | Erstveröffentlichung: 25. Oktober 2019                    |
| 2019 | PTX Japan 5th Anniversary Greatest Hits RCA Records (Sony) | — | — | — | — | — | Erstveröffentlichung: 13. November 2019                   |
| 2021 | White Christmas RCA Records (Sony)                         | — | — | — | — | — | Erstveröffentlichung: 19. November 2021                   |
| 2023 | The Greatest Christmas Hits RCA Records (Sony)             | — | AT55 (3 Wo.)AT | CH86 (1 Wo.)CH | UK64 (2 Wo.)UK | US10 (12 Wo.)US | Erstveröffentlichung: 20. Oktober 2023                    |

### EPs
| Jahr | Titel Musiklabel                             | Höchstplatzierung, Gesamtwochen, AuszeichnungChartplatzierungen (Jahr, Titel, Musiklabel, Platzierungen, Wochen, Auszeichnungen, Anmerkungen) | Höchstplatzierung, Gesamtwochen, AuszeichnungChartplatzierungen (Jahr, Titel, Musiklabel, Platzierungen, Wochen, Auszeichnungen, Anmerkungen) | Höchstplatzierung, Gesamtwochen, AuszeichnungChartplatzierungen (Jahr, Titel, Musiklabel, Platzierungen, Wochen, Auszeichnungen, Anmerkungen) | Höchstplatzierung, Gesamtwochen, AuszeichnungChartplatzierungen (Jahr, Titel, Musiklabel, Platzierungen, Wochen, Auszeichnungen, Anmerkungen) | Höchstplatzierung, Gesamtwochen, AuszeichnungChartplatzierungen (Jahr, Titel, Musiklabel, Platzierungen, Wochen, Auszeichnungen, Anmerkungen) | Anmerkungen                                                 |
| Jahr | Titel Musiklabel                             | DE | AT | CH | UK | US | Anmerkungen                                                 |
| ---- | -------------------------------------------- | --- | --- | --- | --- | --- | ----------------------------------------------------------- |
| 2012 | PTX: Volume 1 Madison Gate Records (Sony)    | — | — | — | — | US14 (10 Wo.)US | Erstveröffentlichung: 26. Juni 2012                         |
| 2012 | PTXmas Madison Gate Records (Sony)           | — | AT36 a (1 Wo.)AT | — | — | US7 Gold · (33 Wo.)US | Erstveröffentlichung: 13. November 2012 Verkäufe: + 540.000 |
| 2013 | PTX: Volume II Madison Gate Records (Sony)   | — | — | — | — | US10 (18 Wo.)US | Erstveröffentlichung: 5. November 2013                      |
| 2014 | PTX: Volume III RCA Records (Sony)           | — | — | — | — | US5 (17 Wo.)US | Erstveröffentlichung: 19. September 2014                    |
| 2017 | PTX: Volume IV – Classics RCA Records (Sony) | DE94 (1 Wo.)DE | AT20 (3 Wo.)AT | CH26 (2 Wo.)CH | UK41 (1 Wo.)UK | US4 (6 Wo.)US | Erstveröffentlichung: 7. April 2017                         |
| 2020 | At Home EP RCA Records (Sony)                | — | — | — | — | — | Erstveröffentlichung: 24. Juni 2020                         |

### Weihnachtsalben
| Jahr | Titel Musiklabel                              | Höchstplatzierung, Gesamtwochen, AuszeichnungChartplatzierungen (Jahr, Titel, Musiklabel, Platzierungen, Wochen, Auszeichnungen, Anmerkungen) | Höchstplatzierung, Gesamtwochen, AuszeichnungChartplatzierungen (Jahr, Titel, Musiklabel, Platzierungen, Wochen, Auszeichnungen, Anmerkungen) | Höchstplatzierung, Gesamtwochen, AuszeichnungChartplatzierungen (Jahr, Titel, Musiklabel, Platzierungen, Wochen, Auszeichnungen, Anmerkungen) | Höchstplatzierung, Gesamtwochen, AuszeichnungChartplatzierungen (Jahr, Titel, Musiklabel, Platzierungen, Wochen, Auszeichnungen, Anmerkungen) | Höchstplatzierung, Gesamtwochen, AuszeichnungChartplatzierungen (Jahr, Titel, Musiklabel, Platzierungen, Wochen, Auszeichnungen, Anmerkungen) | Anmerkungen                                                  |
| Jahr | Titel Musiklabel                              | DE | AT | CH | UK | US | Anmerkungen                                                  |
| ---- | --------------------------------------------- | --- | --- | --- | --- | --- | ------------------------------------------------------------ |
| 2014 | That’s Christmas to Me RCA Records (Sony)     | DE53 (3 Wo.)DE | AT11 Gold · (43 Wo.)AT | CH63 (6 Wo.)CH | UK79 Silber · (5 Wo.)UK | US2 ×2Doppelplatin · (57 Wo.)US | Erstveröffentlichung: 17. Oktober 2014 Verkäufe: + 2.270.000 |
| 2016 | A Pentatonix Christmas RCA Records (Sony)     | DE13 Gold · (24 Wo.)DE | AT4 Gold · (48 Wo.)AT | CH15 (20 Wo.)CH | UK73 (1 Wo.)UK | US1 Platin · (50 Wo.)US | Erstveröffentlichung: 21. Oktober 2016 Verkäufe: + 1.295.000 |
| 2018 | Christmas Is Here! RCA Records (Sony)         | — | AT27 (10 Wo.)AT | — | — | US7 (13 Wo.)US | Erstveröffentlichung: 26. Oktober 2018                       |
| 2020 | We Need a Little Christmas RCA Records (Sony) | — | AT29 (6 Wo.)AT | — | — | US23 (8 Wo.)US | Erstveröffentlichung: 13. November 2020                      |
| 2021 | Evergreen RCA Records (Sony)                  | — | — | — | — | US72 (6 Wo.)US | Erstveröffentlichung: 29. Oktober 2021                       |
| 2022 | Holidays Around the World RCA Records (Sony)  | — | — | — | — | US142 (3 Wo.)US | Erstveröffentlichung: 28. Oktober 2022                       |

## Singles

### Als Leadmusiker
| Jahr | Titel Album                                                           | Höchstplatzierung, Gesamtwochen, AuszeichnungChartplatzierungen (Jahr, Titel, Album, Platzierungen, Wochen, Auszeichnungen, Anmerkungen) | Höchstplatzierung, Gesamtwochen, AuszeichnungChartplatzierungen (Jahr, Titel, Album, Platzierungen, Wochen, Auszeichnungen, Anmerkungen) | Höchstplatzierung, Gesamtwochen, AuszeichnungChartplatzierungen (Jahr, Titel, Album, Platzierungen, Wochen, Auszeichnungen, Anmerkungen) | Höchstplatzierung, Gesamtwochen, AuszeichnungChartplatzierungen (Jahr, Titel, Album, Platzierungen, Wochen, Auszeichnungen, Anmerkungen) | Höchstplatzierung, Gesamtwochen, AuszeichnungChartplatzierungen (Jahr, Titel, Album, Platzierungen, Wochen, Auszeichnungen, Anmerkungen) | Anmerkungen |
| Jahr | Titel Album                                                           | DE | AT | CH | UK | US | Anmerkungen |
| --- | --------------------------------------------------------------------- | --- | --- | --- | --- | --- | --- |
| 2012 | Gangnam Style (Live) –                                                | — | — | — | — | — | Erstveröffentlichung: 15. Juli 2012 Original: Psy                                                               |
| 2013 | Radioactive PTX                                                       | — | — | — | — | US— GoldUS | Erstveröffentlichung: 17. April 2013 Verkäufe: + 540.000 mit Lindsey Stirling; Original: Imagine Dragons        |
| 2013 | Cruisin’ for a Bruisin’ –                                             | — | — | — | — | — | Erstveröffentlichung: 17. November 2013 Original: Psy                                                           |
| 2014 | Say Something PTX                                                     | — | — | — | — | — | Erstveröffentlichung: 25. Februar 2014 Original: A Great Big World feat. Christina Aguilera                     |
| 2014 | Royals PTX                                                            | — | — | — | — | — | Erstveröffentlichung: 4. Mai 2014 Original: Lorde                                                               |
| 2014 | Problem PTX                                                           | — | — | — | — | — | Erstveröffentlichung: 1. September 2014 Original: Ariana Grande feat. Iggy Azalea                               |
| 2014 | Silent Night That’s Christmas to Me                                   | — | — | — | — | — | Erstveröffentlichung: 25. November 2014 Original: Traditional – Stille Nacht, heilige Nacht                     |
| 2014 | That’s Christmas to Me                                                | DE59 b (3 Wo.)DE | AT39 b (14 Wo.)AT | — | — | — | Erstveröffentlichung: 1. Dezember 2014 Verkäufe: + 80.000                                                       |
| 2014 | Winter Wonderland / Don’t Worry, Be Happy That’s Christmas to Me      | — | — | — | — | — | Erstveröffentlichung: 1. Dezember 2014 Verkäufe: + 40.000 Original: Richard Himber & Joey Nash / Bobby McFerrin |
| 2015 | Cheerleader Pentatonix (Deluxe Edition)                               | — | — | — | — | — | Erstveröffentlichung: 21. August 2015 Original: Omi                                                             |
| 2015 | Can’t Sleep Love Pentatonix                                           | — | — | — | — | US99 Gold · (1 Wo.)US | Erstveröffentlichung: 4. September 2015 Verkäufe: + 540.000                                                     |
| 2015 | Joy to the World That’s Christmas to Me (Deluxe Edition)              | — | — | — | — | — | Erstveröffentlichung: 3. Oktober 2015 Original: Traditional                                                     |
| 2016 | If I Ever Fall in Love Pentatonix                                     | — | — | — | — | — | Erstveröffentlichung: 23. Mai 2016 feat. Jason Derulo; Original: Shai                                           |
| 2016 | Perfume Medley Pentatonix (Japanese Version)                          | — | — | — | — | — | Erstveröffentlichung: 24. August 2016                                                                           |
| 2016 | Jolene PTX: Volume IV – Classics                                      | — | — | — | — | — | Erstveröffentlichung: 9. September 2016 feat. Dolly Parton                                                      |
| 2016 | Hallelujah A Pentatonix Christmas                                     | DE4 ×3Dreifachgold · (49 Wo.)DE | AT1 (47 Wo.)AT | CH7 Platin · (38 Wo.)CH | UK84 Silber · (1 Wo.)UK | US23 Platin · (11 Wo.)US | Erstveröffentlichung: 14. Oktober 2016 Verkäufe: + 2.600.000; Original: Leonard Cohen                           |
| 2017 | Imagine PTX: Volume IV – Classics                                     | — | — | — | — | — | Erstveröffentlichung: 10. März 2017 Original: John Lennon                                                       |
| 2017 | Dancing on My Own –                                                   | — | — | — | — | — | Erstveröffentlichung: 1. August 2017 Original: Robyn                                                            |
| 2017 | Little Drummer Boy PTXmas                                             | — | AT8 (9 Wo.)AT | — | — | US13 (3 Wo.)US | Erstveröffentlichung: 1. Dezember 2017 (Remix) Verkäufe: + 40.000; Original: The Harry Simeone Chorale          |
| 2018 | Havana PTX Presents: Top Pop, Vol. I                                  | — | — | — | — | — | Erstveröffentlichung: 23. Februar 2018 Original: Camila Cabello feat. Young Thug                                |
| 2018 | New Rules x Are You That Somebody? PTX Presents: Top Pop, Vol. I      | — | — | — | — | — | Erstveröffentlichung: 9. März 2018 Original: Dua Lipa / Aaliyah                                                 |
| 2018 | Attention PTX Presents: Top Pop, Vol. I                               | — | — | — | — | — | Erstveröffentlichung: 23. März 2018 Original: Charlie Puth                                                      |
| 2018 | Perfect PTX Presents: Top Pop, Vol. I                                 | — | — | — | — | — | Erstveröffentlichung: 13. April 2018 Original: Ed Sheeran                                                       |
| 2018 | Making Christmas Christmas Is Here!                                   | — | — | — | — | — | Erstveröffentlichung: 28. September 2018 Original: The Citizens of Halloween & Danny Elfman                     |
| 2019 | The Sound of Silence PTX Japan 5th Anniversary Greatest Hits          | — | — | — | — | — | Erstveröffentlichung: 15. Februar 2019 Original: Simon & Garfunkel                                              |
| 2019 | Come Along PTX Japan 5th Anniversary Greatest Hits                    | — | — | — | — | — | Erstveröffentlichung: 22. März 2019 Original: Cosmo Sheldrake                                                   |
| 2019 | Waving Through a Window PTX Japan 5th Anniversary Greatest Hits       | — | — | — | — | — | Erstveröffentlichung: 22. Mai 2019 Original: Ben Platt                                                          |
| 2019 | Shallow PTX Japan 5th Anniversary Greatest Hits                       | — | — | — | — | — | Erstveröffentlichung: 31. Mai 2019 Original: Bradley Cooper & Lady Gaga                                         |
| 2019 | Can You Feel the Love Tonight PTX Japan 5th Anniversary Greatest Hits | — | — | — | — | — | Erstveröffentlichung: 18. Juli 2019 Original: Elton John                                                        |
| 2019 | Pretender PTX Japan 5th Anniversary Greatest Hits                     | — | — | — | — | — | Erstveröffentlichung: 24. Oktober 2019 Original: Official Hige Dandism                                          |
| 2020 | Happy Now The Lucky Ones                                              | — | — | — | — | — | Erstveröffentlichung: 14. August 2020                                                                           |
| 2020 | Mad World –                                                           | — | — | — | — | — | Erstveröffentlichung: 16. September 2020 Original: Tears for Fears                                              |
| 2020 | Be My Eyes The Lucky Ones                                             | — | — | — | — | — | Erstveröffentlichung: 14. Oktober 2020                                                                          |
| 2020 | Auld Lang Syne White Christmas                                        | — | — | — | — | — | Erstveröffentlichung: 18. Dezember 2020 Original: Traditional                                                   |
| 2021 | The Lucky Ones                                                        | — | — | — | — | — | Erstveröffentlichung: 22. Januar 2021                                                                           |
| 2021 | A Little Space The Lucky Ones (Deluxe Edition)                        | — | — | — | — | — | Erstveröffentlichung: 20. August 2021 feat. Jongho, San & Yunho                                                 |
| 2023 | Creep –                                                               | — | — | — | — | — | Erstveröffentlichung: 11. Mai 2023 Original: Radiohead                                                          |
| 2023 | I Rise –                                                              | — | — | — | — | — | Erstveröffentlichung: 11. August 2023                                                                           |
| 2023 | Happy Birthday Beautiful –                                            | — | — | — | — | — | Erstveröffentlichung: 17. August 2023 mit Ringo Starr                                                           |
| Folgende Lieder erschienen nicht als Single, wurden aber durch das Album zum Download und Streaming bereitgestellt und konnten somit eine Platzierung erlangen: |                                                                       | | | | | | |
| |                                                                       | | | | | | |
| 2014 | Mary, Did You Know? That’s Christmas to Me                            | — | AT47 (1 Wo.)AT | — | — | US26 Platin · (7 Wo.)US | Charteinstieg: 6. Dezember 2014 Verkäufe: + 1.080.000                                                           |

### Als Gastmusiker
| Jahr | Titel Album                                                  | Anmerkungen |
| ---- | ------------------------------------------------------------ | --- |
| 2013 | The Wizard of Ahhhs –                                        | Erstveröffentlichung: 16. Juni 2013 Todrick Hall feat. Pentatonix                                              |
| 2020 | Dear My Friend GRADATI∞N                                     | Erstveröffentlichung: 25. November 2020 Little Glee Monster feat. Pentatonix                                   |
| 2021 | The Chipmunk Song (Christmas Don’t Be Late) –                | Erstveröffentlichung: 17. Dezember 2021 Bryson Tiller feat. Pentatonix                                         |
| 2022 | Best Days Broken Heart                                       | Erstveröffentlichung: 21. Januar 2022 Alessia Cara feat. Pentatonix                                            |
| 2022 | Sweet The Cave Sessions Vol. 1                               | Erstveröffentlichung: 22. Juli 2022 Diane Warren feat. Jon Batiste & Pentatonix                                |
| 2022 | Do You Hear What I Hear? A Family Christmas (Deluxe Edition) | Erstveröffentlichung: 22. Juli 2022 Andrea, Matteo & Virginia Bocelli feat. Pentatonix Original: Harry Simeone |
| 2023 | Expensive –                                                  | Erstveröffentlichung: 15. September 2023 Andy Grammer feat. Pentatonix                                         |

## Videoalben und Musikvideos

### Videoalben
| Jahr | Titel Musiklabel                  | Anmerkungen                            |
| ---- | --------------------------------- | -------------------------------------- |
| 2016 | On My Way Home RCA Records (Sony) | Erstveröffentlichung: 12. Februar 2016 |

### Musikvideos
| Jahr | Titel                                     | Regie                                                |
| ---- | ----------------------------------------- | ---------------------------------------------------- |
| 2012 | Starships                                 | Colin Duffy                                          |
| 2012 | Aha!                                      | Gabe Evans                                           |
| 2012 | Carol of the Bells                        |                                                      |
| 2012 | Save the World / Don’t You Worry Child    |                                                      |
| 2013 | Radioactive                               |                                                      |
| 2013 | Can’t Hold Us                             |                                                      |
| 2013 | Royals                                    |                                                      |
| 2013 | Daft Punk                                 |                                                      |
| 2013 | Cruisin’ for a Bruisin’                   | Ryan Parma                                           |
| 2013 | Little Drummer Boy                        | Sean Willis                                          |
| 2013 | Angels We Have Heard on High              |                                                      |
| 2013 | I Need Your Love                          |                                                      |
| 2014 | Run to You                                |                                                      |
| 2014 | Valentine                                 |                                                      |
| 2014 | Say Something                             | Aaron Joseph                                         |
| 2014 | Love Again                                |                                                      |
| 2014 | We Are Ninjas                             | Melissa Bolton-Klinger                               |
| 2014 | Problem                                   |                                                      |
| 2014 | La La Latch                               | Jeremy Cloe                                          |
| 2014 | Papaoutai                                 | Sherif Higazy                                        |
| 2014 | Rather Be                                 |                                                      |
| 2014 | White Winter Hymnal                       | Sean Willis                                          |
| 2014 | Winter Wonderland / Don’t Worry, Be Happy |                                                      |
| 2014 | Mary, Did You Know?                       | Laura Merians Goncalves                              |
| 2014 | Silent Night                              | Lee Cherry                                           |
| 2014 | Dance of the Sugar Plum Fairy             |                                                      |
| 2014 | That’s Christmas to Me                    |                                                      |
| 2015 | Cheerleader                               | Sean Davé                                            |
| 2015 | Can’t Sleep Love                          | Alon Isocianu                                        |
| 2015 | Where Are Ü Now                           |                                                      |
| 2015 | Sing                                      | Christian Lamb                                       |
| 2015 | Joy to the World                          |                                                      |
| 2015 | The First Noel                            |                                                      |
| 2016 | No                                        |                                                      |
| 2016 | Little People                             | Colin Duffy                                          |
| 2016 | Perfume Medley                            |                                                      |
| 2016 | Hallelujah                                |                                                      |
| 2016 | God Rest You Merry, Gentlemen             |                                                      |
| 2016 | Coldest Winter                            |                                                      |
| 2016 | O Come, All Ye Faithful                   |                                                      |
| 2017 | Imagine                                   |                                                      |
| 2017 | Bohemian Rhapsody                         | Dano Cerny                                           |
| 2017 | Can’t Help Falling in Love                |                                                      |
| 2017 | Dancing on My Own                         |                                                      |
| 2017 | Away in a Manger                          |                                                      |
| 2017 | Deck the Halls                            |                                                      |
| 2018 | Havana                                    | Brian Petchers                                       |
| 2018 | New Rules x Are You That Somebody?        |                                                      |
| 2018 | Attention                                 |                                                      |
| 2018 | Perfect                                   |                                                      |
| 2018 | Making Christmas                          |                                                      |
| 2018 | Sweater Weather                           |                                                      |
| 2018 | Where Are You Christmas?                  |                                                      |
| 2018 | What Christmas Means to Me                |                                                      |
| 2019 | The Sound of Silence                      |                                                      |
| 2019 | Come Along                                |                                                      |
| 2019 | Waving Through a Window                   |                                                      |
| 2019 | Shallow                                   | Brian Petchers                                       |
| 2019 | Can You Feel the Love Tonight             |                                                      |
| 2019 | You’re a Mean One, Mr. Grinch             |                                                      |
| 2020 | Home                                      |                                                      |
| 2020 | My Favorite Things                        | Jimmy Bates                                          |
| 2020 | Blinding Lights                           |                                                      |
| 2020 | When the Party’s Over                     |                                                      |
| 2020 | Break My Heart                            |                                                      |
| 2020 | Dreams                                    |                                                      |
| 2020 | Happy Now                                 | Alon Isocianu                                        |
| 2020 | Mad World                                 |                                                      |
| 2020 | Be My Eyes                                | Naomi Christie                                       |
| 2020 | Amazing Grace (My Chains Are Gone)        | Jimmy Bates                                          |
| 2020 | Dear My Friend                            |                                                      |
| 2021 | Coffee in Bed                             |                                                      |
| 2021 | Love Me When I Don’t                      | Jimmy Bates                                          |
| 2021 | 90s Dance Medley                          |                                                      |
| 2021 | A Little Space                            | — (LMNT Mix) Jimmy Bates (feat. Jongho, San & Yunho) |
| 2021 | Butter x Dynamite                         | Jimmy Bates                                          |
| 2021 | Midnight in Tokyo                         | Atsushi Makino                                       |
| 2021 | It’s Been a Long, Long Time               |                                                      |
| 2021 | I Just Called to Say I Love You           | Jimmy Bates                                          |
| 2021 | The Prayer                                | Jimmy Bates                                          |
| 2022 | Sweet                                     | Matt Earl                                            |
| 2022 | Prayers for This World                    | Sarah McColgan                                       |
| 2022 | Kid on Christmas                          | Sarah McColgan                                       |
| 2022 | Last Christmas                            |                                                      |
| 2022 | Christmas in Our Hearts                   |                                                      |

## Promoveröffentlichungen
Promo-Singles

| Jahr | Titel Album                                                    | Höchstplatzierung, Gesamtwochen, AuszeichnungChartplatzierungen (Jahr, Titel, Album, Platzierungen, Wochen, Auszeichnungen, Anmerkungen) | Höchstplatzierung, Gesamtwochen, AuszeichnungChartplatzierungen (Jahr, Titel, Album, Platzierungen, Wochen, Auszeichnungen, Anmerkungen) | Höchstplatzierung, Gesamtwochen, AuszeichnungChartplatzierungen (Jahr, Titel, Album, Platzierungen, Wochen, Auszeichnungen, Anmerkungen) | Höchstplatzierung, Gesamtwochen, AuszeichnungChartplatzierungen (Jahr, Titel, Album, Platzierungen, Wochen, Auszeichnungen, Anmerkungen) | Höchstplatzierung, Gesamtwochen, AuszeichnungChartplatzierungen (Jahr, Titel, Album, Platzierungen, Wochen, Auszeichnungen, Anmerkungen) | Anmerkungen |
| Jahr | Titel Album                                                    | DE | AT | CH | UK | US | Anmerkungen |
| ---- | -------------------------------------------------------------- | --- | --- | --- | --- | --- | --- |
| 2013 | Daft Punk PTX                                                  | — | — | — | — | US— GoldUS | Erstveröffentlichung: 2013 Verkäufe: + 500.000; Original: Daft Punk                                                                                      |
| 2014 | La La Latch PTX: Volume III                                    | — | — | — | — | — | Erstveröffentlichung: 2014 Original: Naughty Boy feat. Sam Smith / Disclosure                                                                            |
| 2014 | Wetten, dass..? Medley –                                       | — | — | — | — | — | Erstveröffentlichung: 18. Dezember 2014 Original: Backstreet Boys / The Black Eyed Peas / Coldplay / Miley Cyrus / Justin Timberlake / Pharrell Williams |
| 2015 | Stars Finding Neverland (Sampler)                              | — | — | — | — | — | Erstveröffentlichung: 2. Juni 2015 |
| 2015 | Where Are Ü Now Pentatonix (Deluxe Edition)                    | — | — | — | — | — | Erstveröffentlichung: 25. September 2015 Original: Diplo & Skrillex feat. Justin Bieber                                                                  |
| 2017 | Bohemian Rhapsody PTX: Volume IV – Classics                    | — | — | — | — | — | Erstveröffentlichung: 31. März 2017 Original: Queen |
| 2018 | The Greatest Show The Greatest Showman: Reimagined (Sampler)   | — | — | — | — | — | Erstveröffentlichung: 16. November 2018 Original: Panic! at the Disco                                                                                    |
| 2018 | It’s Beginning to Look a Lot Like Christmas Christmas Is Here! | — | — | — | — | — | Erstveröffentlichung: 14. Dezember 2018 (Remix) Original: Perry Como & The Fontane Sisters feat. Mitchell Ayres                                          |
| 2018 | When You Believe (Remix) Christmas Is Here!                    | — | — | — | — | — | Erstveröffentlichung: 21. Dezember 2018 (Remix) mit Maren Morris; Original: Mariah Carey & Whitney Houston                                               |
| 2019 | Do You Hear What I Hear? The Best of Pentatonix Christmas      | — | — | — | — | US— GoldUS | Erstveröffentlichung: 24. Oktober 2019 Verkäufe: + 500.000; feat. Whitney Houston Original: Harry Simeone                                                |
| 2019 | Joyful, Joyful The Best of Pentatonix Christmas                | — | — | — | — | — | Erstveröffentlichung: 24. Oktober 2019 feat. Jazmine Sullivan; Original: Casting Crowns                                                                  |
| 2019 | White Christmas Bing at Christmas                              | — | — | — | — | — | Erstveröffentlichung: 15. November 2019 Bing Crosby & London Symphony Orchestra feat. Pentatonix                                                         |
| 2020 | Amazing Grace (My Chains Are Gone) We Need a Little Christmas  | — | — | — | — | — | Erstveröffentlichung: 6. November 2020 Original: Traditional                                                                                             |
| 2021 | It’s Been a Long, Long Time Evergreen                          | — | — | — | — | — | Erstveröffentlichung: 27. September 2021 Original: Bing Crosby                                                                                           |
| 2021 | I Just Called to Say I Love You Evergreen                      | — | — | — | — | — | Erstveröffentlichung: 1. Oktober 2021 Original: Stevie Wonder                                                                                            |
| 2022 | Prayers for This World Holidays Around the World               | — | — | — | — | — | Erstveröffentlichung: 23. September 2022 |
| 2022 | Invincible Holidays Around the World                           | — | — | — | — | — | Erstveröffentlichung: 26. Oktober 2022 feat. Shreya Ghoshal                                                                                              |
| 2022 | Kid on Christmas Holidays Around the World                     | — | — | — | — | US93 (2 Wo.)US | Erstveröffentlichung: 27. Oktober 2022 feat. Meghan Trainor                                                                                              |
| 2023 | Please Santa Please The Greatest Christmas Hits                | DE— cDE | — | — | — | — | Erstveröffentlichung: 25. September 2023 |

## Sonderveröffentlichungen

### Alben
| Jahr | Titel Musiklabel                               | Anmerkungen                                                            |
| ---- | ---------------------------------------------- | ---------------------------------------------------------------------- |
| 2016 | Volume I–III RCA Records (Sony)                | Erstveröffentlichung: 13. August 2016 Vertrieb nur über Barnes & Noble |
| 2017 | A Pentatonix Deluxe Holiday RCA Records (Sony) | Erstveröffentlichung: Oktober 2017 Vertrieb nur über Barnes & Noble    |

### Lieder
| Jahr | Titel Album                                                  | Anmerkungen |
| ---- | ------------------------------------------------------------ | --- |
| 2019 | White Christmas Bing at Christmas                            | Erstveröffentlichung: 22. November 2019 Bing Crosby & London Symphony Orchestra feat. Pentatonix                   |
| 2021 | Dear My Friend GRADATI∞N                                     | Erstveröffentlichung: 20. Januar 2021 Little Glee Monster feat. Pentatonix                                         |
| 2021 | Sweet The Cave Sessions Vol. 1                               | Erstveröffentlichung: 27. August 2021 Diane Warren feat. Jon Batiste & Pentatonix                                  |
| 2022 | Best Days Broken Heart                                       | Erstveröffentlichung: 4. März 2022 Alessia Cara feat. Pentatonix                                                   |
| 2022 | Do You Hear What I Hear? A Family Christmas (Deluxe Edition) | Erstveröffentlichung: 16. Dezember 2022 Andrea, Matteo & Virginia Bocelli feat. Pentatonix Original: Harry Simeone |

| Jahr | Titel Album                                            | Anmerkungen                                                                      |
| ---- | ------------------------------------------------------ | -------------------------------------------------------------------------------- |
| 2015 | Stars Finding Neverland                                | Erstveröffentlichung: 9. Juni 2015                                               |
| 2018 | The Greatest Show The Greatest Showman: Reimagined     | Erstveröffentlichung: 16. November 2018 Original: Panic! at the Disco            |
| 2019 | What Is This Feeling? (Live) Wicked (15th Anniversary) | Erstveröffentlichung: 8. Februar 2019 Original: Kristin Chenoweth & Idina Menzel |

| Jahr | Titel Soundtrack zu                           | Anmerkungen |
| ---- | --------------------------------------------- | --- |
| 2015 | Any Way You Want It Pitch Perfect 2           | Erstveröffentlichung: 8. Mai 2015 mit The Cantasticos, The Filharmonic, Penn Masala & The Singboks; Original: Journey |
| 2016 | Ghostbusters                                  | Erstveröffentlichung: 15. Juli 2016 Original: Ray Parker Jr.                                                          |
| 2017 | Carol of the Bells Bo und der Weihnachtsstern | Erstveröffentlichung: 27. Oktober 2017 Verkäufe: + 40.000; Original: Traditional – Schtschedryk                       |
| 2018 | God Rest You Merry, Gentlemen Der Grinch      | Erstveröffentlichung: 8. November 2018 Verkäufe: + 40.000; Original: Traditional                                      |
| 2019 | You Make My Dreams UglyDolls                  | Erstveröffentlichung: 26. April 2019 Original: Hall & Oates                                                           |

## Statistik

### Chartauswertung
|                     | DE    | AT     | CH    | UK    | US     |
| ------------------- | ----- | ------ | ----- | ----- | ------ |
| Nummer-eins-Alben   | DE—DE | AT—AT  | CH—CH | UK—UK | US2US  |
| Top-10-Alben        | DE—DE | AT2AT  | CH—CH | UK—UK | US11US |
| Alben in den Charts | DE7DE | AT11AT | CH9CH | UK6UK | US17US |

|                       | DE    | AT    | CH    | UK    | US    |
| --------------------- | ----- | ----- | ----- | ----- | ----- |
| Nummer-eins-Singles   | DE—DE | AT1AT | CH—CH | UK—UK | US—US |
| Top-10-Singles        | DE1DE | AT2AT | CH1CH | UK—UK | US—US |
| Singles in den Charts | DE2DE | AT4AT | CH1CH | UK1UK | US5US |

### Auszeichnungen für Musikverkäufe
| Goldene Schallplatte - Australien - 2018: für das Album That’s Christmas to Me - Frankreich - 2023: für die Single Hallelujah - Kanada - 2018: für das Album Pentatonix - 2018: für die Single Can’t Sleep Love - 2022: für die Single Radioactive - 2022: für die Single Little Drummer Boy - 2022: für das Lied Carol of the Bells - 2022: für das Lied God Rest Ye Merry Gentlemen - 2022: für die Single Winter Wonderland - 2022: für das Album PTXmas - Neuseeland - 2020: für das Album A Pentatonix Christmas - 2022: für das Album That’s Christmas to Me - Spanien - 2025: für die Single Hallelujah | Platin-Schallplatte - Australien - 2020: für die Single Hallelujah - Dänemark - 2024: für die Single Hallelujah - Kanada - 2015: für die Single That’s Christmas to Me - 2022: für die Single Mary, Did You Know? - Neuseeland - 2021: für die Single Hallelujah - Polen - 2017: für die Single Hallelujah - 2024: für das Album A Pentatonix Christmas 2× Platin-Schallplatte - Italien - 2024: für die Single Hallelujah - Kanada - 2018: für das Album That’s Christmas to Me - 2022: für das Album A Pentatonix Christmas 3× Platin-Schallplatte - Kanada - 2022: für die Single Hallelujah |

Anmerkung: Auszeichnungen in Ländern aus den Charttabellen bzw. Chartboxen sind in ebendiesen zu finden.
| Land/RegionAuszeichnungen für Musikverkäufe (Land/Region, Auszeichnungen, Verkäufe, Quellen) | Silber     | Gold       | Platin       | Verkäufe  | Quellen              |
| -------------------------------------------------------------------------------------------- | ---------- | ---------- | ------------ | --------- | -------------------- |
| Australien (ARIA)                                                                            | —          | Gold1      | Platin1      | 105.000   | aria.com.au          |
| Dänemark (IFPI)                                                                              | —          | —          | Platin1      | 90.000    | ifpi.dk              |
| Deutschland (BVMI)                                                                           | —          | 2× Gold2   | Platin1      | 700.000   | musikindustrie.de    |
| Frankreich (SNEP)                                                                            | —          | Gold1      | —            | 100.000   | snepmusique.com      |
| Italien (FIMI)                                                                               | —          | —          | 2× Platin2   | 200.000   | fimi.it              |
| Kanada (MC)                                                                                  | —          | 8× Gold8   | 9× Platin9   | 1.040.000 | musiccanada.com      |
| Neuseeland (RMNZ)                                                                            | —          | 2× Gold2   | Platin1      | 45.000    | radioscope.co.nz NZ2 |
| Österreich (IFPI)                                                                            | —          | 2× Gold2   | —            | 15.000    | ifpi.at              |
| Polen (ZPAV)                                                                                 | —          | —          | 2× Platin2   | 40.000    | olis.pl              |
| Schweiz (IFPI)                                                                               | —          | —          | Platin1      | 20.000    | hitparade.ch         |
| Spanien (Promusicae)                                                                         | —          | Gold1      | —            | 30.000    | elportaldemusica.es  |
| Vereinigte Staaten (RIAA)                                                                    | —          | 6× Gold6   | 5× Platin5   | 8.000.000 | riaa.com             |
| Vereinigtes Königreich (BPI)                                                                 | 2× Silber2 | —          | —            | 260.000   | bpi.co.uk            |
| Insgesamt                                                                                    | 2× Silber2 | 23× Gold23 | 23× Platin23 |           |                      |